# Scène de la rue
Pour les articles homonymes, voir Street Scene.
Pour plus de détails, voir Fiche technique et Distribution.
Scène de la rue (Street Scene) est un film américain réalisé par King Vidor, sorti en 1931.

## Synopsis
Scènes de vie des habitants d'un immeuble new-yorkais, et notamment de la famille Maurrant, avec Anna qui a une aventure avec un homme marié, Frank, son mari brutal et jaloux, leurs enfants Willie and Rose.

## Fiche technique
- Titre original : Street Scene
- Titre français : Scène de la rue
- Réalisation : King Vidor, assisté de Bruce Humberstone (non crédité)
- Scénario : Elmer Rice, d'après sa pièce Street Scene
- Direction artistique : Richard Day
- Photographie : George Barnes
- Son : Jack Noyes
- Montage : Hugh Bennett
- Musique : Alfred Newman
- Production : Samuel Goldwyn
- Société de production : Samuel Goldwyn Company, Feature Productions
- Société de distribution : United Artists
- Pays d’origine :  États-Unis
- Langue originale : anglais
- Format : Noir et blanc - 35 mm - 1,37:1 - Son Mono (Western Electric Mirrophonic Recording)
- Genre : Drame
- Durée : 80 minutes
- Dates de sortie :
  - États-Unis : 26 août 1931 (première à New York)

## Distribution
- Sylvia Sidney : Rose Maurrant
- William Collier Jr. : Sam Kaplan
- Estelle Taylor : Anna Maurrant
- Beulah Bondi : Emma Jones
- David Landau : Frank Maurrant
- Matt McHugh : Vincent Jones
- Russell Hopton : Steve Sankey
- Greta Granstedt : Mae Jones
- Eleanor Wesselhoeft : Greta Fiorentino
- Allan Fox : Dick McGann
- Nora Cecil : Alice Simpson
- Walter James : Marshal James Henry
- Max Montor : Abe Kaplan
- T. H. Manning : George Jones
- Conway Washburne : Danny Buchanan
- John Qualen : Karl Olsen
- Anna Konstant : Shirley Kaplan
- Adele Watson : Olga Olsen
- Lambert Rogers : Willie Maurrant
- George Humbert : Filippo Fiorentino
- Helen Lovett : Laura Hildebrand
- Richard Powell : Harry Murphy
- Louis Natheaux : Easter
- Virginia Davis : Mary Hildebrand
- Kenneth Seiling : Charlie Hildebrand
- Howard Russell : Docteur John Wilson
- Harry Wallace : Fred Cullen